# Kawitan
Kawitan is een bestuurslaag in het regentschap Tasikmalaya van de provincie West-Java, Indonesië. Kawitan telt 4699 inwoners (volkstelling 2010).